# 高木健太郎
高木 健太郎（たかぎ けんたろう、1910年3月17日 - 1990年9月24日）は、日本の医学者・政治家。位階は従三位勲二等、勲章は旭日重光章。
医学博士（九州帝国大学・1940年）。生理学の世界的権威。名古屋大学名誉教授、名古屋市立大学名誉教授。参議院議員（2期、在職中に死去）。
九州帝国大学医学部教授の高木繁は父。薬学者の下山順一郎は祖父。

## 経歴
福岡市に生まれる。1927年福岡県中学修猷館、1930年旧制福岡高等学校理科乙類を経て、1934年九州帝国大学医学部を卒業。
1934年九州帝国大学医学部第一生理（石原誠教授）に入局し助手を経て、1939年2月新潟医科大学（現・新潟大学医学部）に迎えられ助教授に就任。1940年九州帝国大学に論文「蟇血液限外濾液の骨格筋疲労に及す影響」を提出し、医学博士号を授与される。その後、1945年5月新潟医科大学教授、1949年5月新潟大学医学部教授、1955年2月名古屋大学医学部教授（第一生理）、1969年5月名古屋大学医学部長に就任。その間、1965年に高所医学研究のための、南米アンデス山脈・アコンカグア遠征の隊長を務めている。1972年日本学術会議会員となり、同年8月に名古屋市立大学学長に就任。1980年1月退任。
1974年、翌年に実施される愛知県知事選挙に向けて民社党と公明党が高木擁立に動いたが、実現しなかった。1977年公立大学協会会長に選任される。
1980年、推されて第12回参議院議員選挙に愛知県地方区より無所属で立候補し当選を果たす。公明党・国民会議に参加する。1983年参議院科学技術特別委員に就任。1985年生命倫理研究議員連盟事務局長に就任。1986年第14回参議院議員選挙に無所属で立候補し再選。
生命倫理研究議員連盟では、臓器移植について積極的推進の立場に立ちながらも、生命の尊厳を取り巻く諸問題に対しては、医学のみならず、宗教、哲学、経済、法学等幅広い分野の頭脳を結集して論議を進めるべきであることを早くから提唱した。
汗の研究、体温調節研究の世界的権威であり、「圧反射現象」（皮膚を圧迫するとその側の身体半側に発汗の抑制が発生する現象、「半側発汗」とも呼ばれる）を発見したことで知られている。また、鍼灸医学の研究のため再三中国を訪問し、西洋医学と東洋医学の交流に貢献しており、1980年全日本鍼灸学会を設立し初代会長に就任。後に世界鍼灸学会連合会の名誉会長となる。
朝日科学奨励賞（1959年）、中日文化賞（1967年）、紫綬褒章（1974年）、全米医学教育学会賞（1979年）などを受賞している。
参議院議員在職中の1990年9月24日、膵臓原発肝転移がんのため、名古屋市立大学病院で死去した。80歳没。同日、特旨を以て位を五級追陞され、正六位から従三位勲二等に叙せられ、旭日重光章を追贈された。同年10月12日の参議院本会議場で行われた下稲葉耕吉の哀悼演説によると、遺体は献体に付されたという。

## 主な著作

### 医学
- 『生体の調節機能―ハリの原理をさぐる』、（中公新書、1972年）

### 随筆
- 『ふれあい―生理学随想』、（健友社、1980年）